# 激情年代 (1996年電影)
《萨勒姆的女巫》（英語：The Crucible）是一部1996年電影，改編自阿瑟·米勒的同名劇作，由Nicholas Hytner执导。丹尼尔·戴-刘易斯饰演约翰·普罗克托，薇诺娜·瑞德饰演艾比盖尔，保罗·斯科菲尔德饰演托马斯法官，琼·爱伦饰演伊丽莎白。
作者米勒获得奥斯卡金像奖最佳改编剧本奖提名，爱伦也获得了奥斯卡最佳女配角奖提名。

## 外部連結
- 互联网电影数据库（IMDb）上《萨勒姆的女巫》的资料（英文）
- AllMovie上《萨勒姆的女巫》的资料（英文）